# Svartgöl (Hjorteds socken, Småland, 638585-153179)
Svartgöl är en sjö i Västerviks kommun i Småland och ingår i Marströmmens huvudavrinningsområde.